# Steven Redgrave
Sir Steven Geoffrey Redgrave (* 23. März 1962 in Marlow, Buckinghamshire) ist ein ehemaliger britischer Ruderer, der zwischen 1984 und 2000 bei fünf aufeinander folgenden Olympischen Spielen Goldmedaillen gewann. Mit insgesamt sechs gewonnenen Medaillen ist Redgrave hinter Chris Hoy der zweiterfolgreichste britische Olympiateilnehmer.

## Leben
An den Olympischen Spielen 1984 in Los Angeles gewann er Gold im Vierer mit Steuermann (mit Martin Cross, Adrian Ellison, Andrew Holmes und Richard Budgett). Zusammen mit Andrew Holmes gewann er 1988 in Seoul die Goldmedaille im Zweier ohne Steuermann. Außerdem gewannen Redgrave und Holmes die Bronzemedaille im Zweier mit Steuermann (mit Patrick Sweeney am Steuer). Das Rennen im Zweier mit fand noch am selben Tag statt.
1992 in Barcelona und 1996 in Atlanta folgten die Goldmedaillen 3 und 4, beide Male gewann Redgrave zusammen mit Matthew Pinsent das Rennen im Zweier ohne Steuermann. Die Krönung folgte 2000 in Sydney, als er zusammen mit Matthew Pinsent, Tim Foster und James Cracknell im Vierer ohne Steuermann gewann. Im selben Jahr wurde er zum Sportler des Jahres in Großbritannien gewählt.
Redgrave wurde außerdem neun Mal Weltmeister (1986, 1987, 1991, 1993–1995 und 1997–1999). Aufgrund seiner außerordentlichen Erfolge wurde er im Jahr 2001 durch Königin Elisabeth II. als Knight Bachelor geadelt. Schon 1987 war er zum Member of the Order of the British Empire (MBE) und 1997 zum Commander (CBE) dieses Ordens ernannt worden. 2002 erhielt er die höchste Auszeichnung im Rudersport, die Thomas-Keller-Medaille.

## Werke
- Complete Book of Rowing. Partridge Press, London 1995, ISBN 1-85225-230-8
- A golden age. The autobiography. BBC Books, London 2004, ISBN 0-563-52203-8 (zusammen mit Nick Townsend)
- You can win at life. BBC Books, London 2005, ISBN 0-563-48776-3